# Benigno C. Hernández

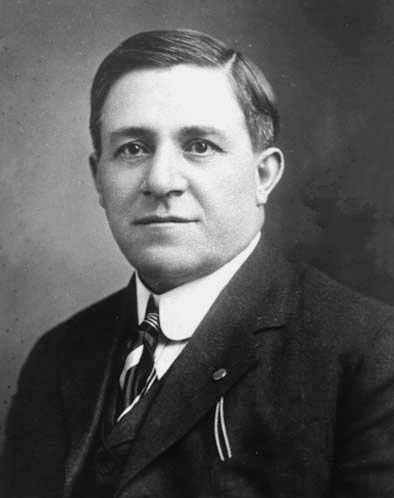
Benigno C. Hernández

Benigno Cárdenas Hernández (* 13. Februar 1862 in Taos, New Mexico; † 18. Oktober 1954 in Los Angeles, Kalifornien) war ein US-amerikanischer Politiker. Zwischen 1915 und 1917 sowie von 1919 bis 1921 vertrat er den ersten Wahlbezirk des Bundesstaates New Mexico im US-Repräsentantenhaus.

## Frühe Jahre und Aufstieg
Benigno Hernández besuchte sowohl öffentliche als auch private Schulen in seiner Heimat. Zwischen 1880 und 1889 war er Angestellter in einem Gemischtwarenladen im Taos County. Außerdem befasste er sich mit der Viehzucht. Im Jahr 1896 zog er nach Lumberton im Rio Arriba County, wo er im Handel tätig war. Zwischen 1900 und 1904 war er Notar in diesem Bezirk. Dort amtierte er auch als Richter an einem Nachlassgericht. Von 1904 bis 1906 war er als Sheriff Leiter der Polizei im Rio Arriba County. Zwischen 1908 und 1912 war Hernández Kämmerer und Steuereinnehmer in diesem Bezirk.

## Politische Laufbahn
Benigno Hernández war Mitglied der Republikanischen Partei. Er war Delegierter auf vielen regionalen Parteitagen in New Mexico und bei den Republican National Conventions der Jahre 1912 und 1916. Im Jahr 1914 wurde er als Kandidat seiner Partei in das US-Repräsentantenhaus gewählt, wo er am 4. März 1915 Harvey Butler Fergusson von der Demokratischen Partei ablöste. Nachdem im Jahr 1916 eine versuchte Wiederwahl gescheitert war, konnte er bis zum 3. März 1917 nur eine Legislaturperiode im Kongress absolvieren. Sein Sitz ging an seinen Gegenkandidaten William Bell Walton.
Nachdem er 1918 die Kongresswahlen gewonnen hatte, konnte Hernández zwischen dem 4. März 1919 und dem 3. März 1921 eine weitere Legislaturperiode im Repräsentantenhaus absolvieren. Im Kongress war er Mitglied im Indianerausschuss, im Landwirtschaftsausschuss und im Ausschuss zur Verwaltung der staatlichen Liegenschaften. Im Jahr 1920 verzichtete Hernández auf eine weitere Kandidatur.

## Weiterer Lebenslauf
Im Jahr 1921 wurde Hernández von Präsident Warren G. Harding zum Leiter der Bundessteuerbehörde in New Mexico ernannt. Dieses Amt übte er bis 1933 aus. Zwischen 1940 und 1947 war er Mitglied des Wehrerfassungsausschusses (Selective Service Boards) von New Mexico. Danach zog er sich in den Ruhestand zurück. Er zog nach Los Angeles, wo er 1954 verstarb.